# Weidemann

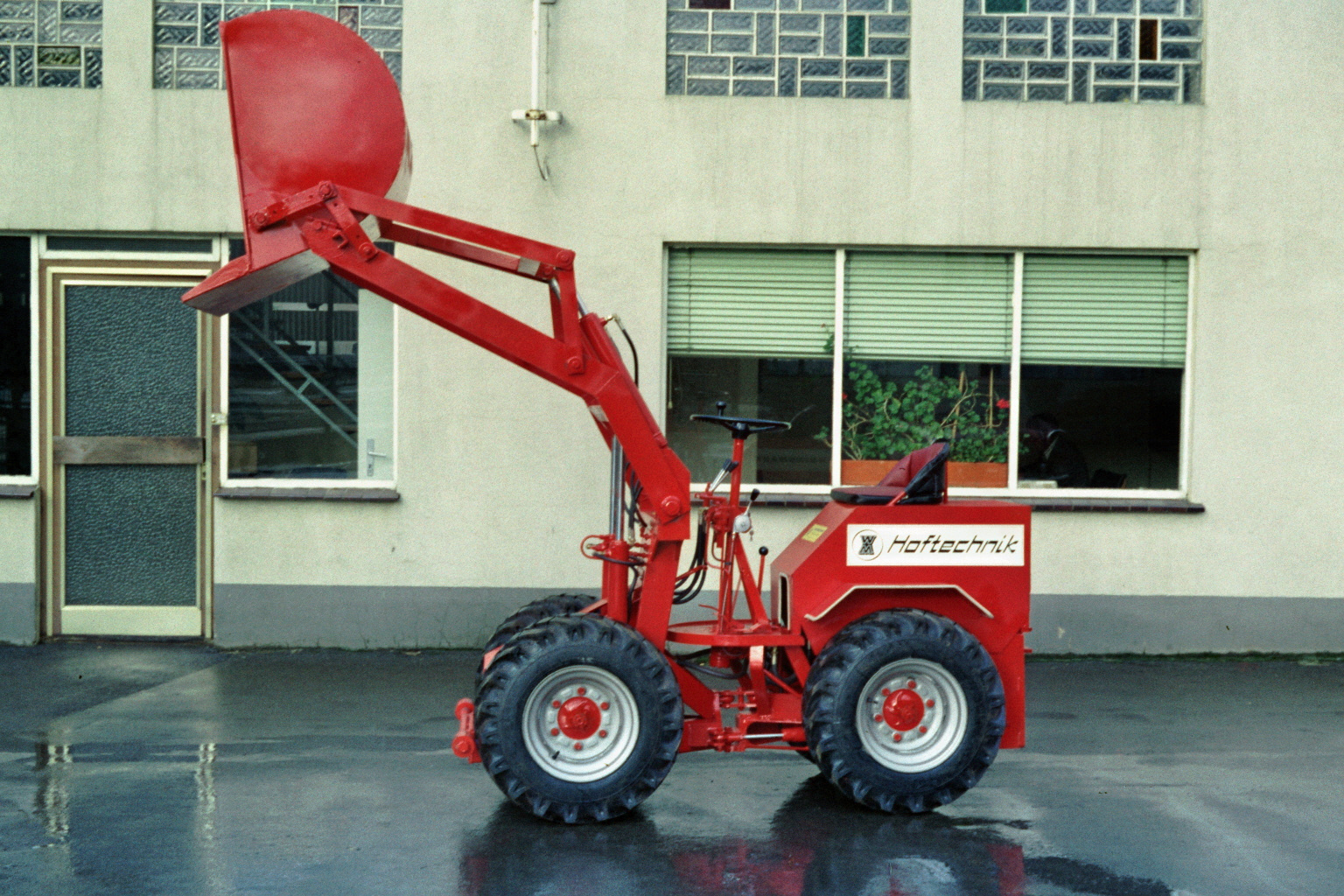
Weidemann Hoftrac WSTS 130 FD dal 1974

Weidemann GmbH è un'azienda tedesca specializzata nella produzione di macchine agricole.
La sede si trova a Flechdorf, una frazione del comune di Diemelsee nel circondario di Waldeck-Frankenberg in Assia.
L'azienda produce caricatori agricoli, pale gommate, pale gommate telescopiche e pale telescopiche classiche, che vengono utilizzati principalmente in aziende agricole per foraggiare, cospargere, concimare, caricare e stivare. La società fa parte del gruppo Wacker Neuson.

## Storia
La fabbrica di macchine Weidemann KG viene fondata nel 1960 a Diemelsee-Flechtdorf (Assia). Nei primi anni, dal 1960 al 1972, l'azienda si concentrò sulla produzione di impianti e attrezzature per stalle ed evacuatori di letame. Nel 1972 Weidmann inventò l'Hoftrac®, un caricatore agricolo. Questa piccola macchina articolata viene ideata specialmente per stalle strette e basse.
Nel 1979 la società cambiò ragione sociale diventando Weidemann GmbH und Co. KG. Negli anni seguenti Weidemann si espande, all'inizio degli anni '90 venn fondata la prima società all'estero nei Paesi Bassi e in un nuovo stabilimento a Gotha (Turingia).
Nel 2005 l'azienda viene rilevata dalla Wacker Construction Equipment AG (dal 2009 Wacker Neuson SE). Nel 2007 si completa lo stabilimento di produzione di Korbach. La società Weidemann GmbH è un'affiliata al 100% di Wacker Neuson SE.

## Sedi
- Diemelsee-Flechtdorf (amministrazione, progettazione, test)
- Korbach (produzione)

## Prodotti
- Caricatori agricoli: da 1,5 a 3,0 tonnellate
- Pale gommate: da 3,2 a 8,4 tonnellate
- Pale gommate telescopiche: da 3,7 a 7,2 tonnellate
- Pale telescopiche: da 2,5 a 5,6 tonnellate

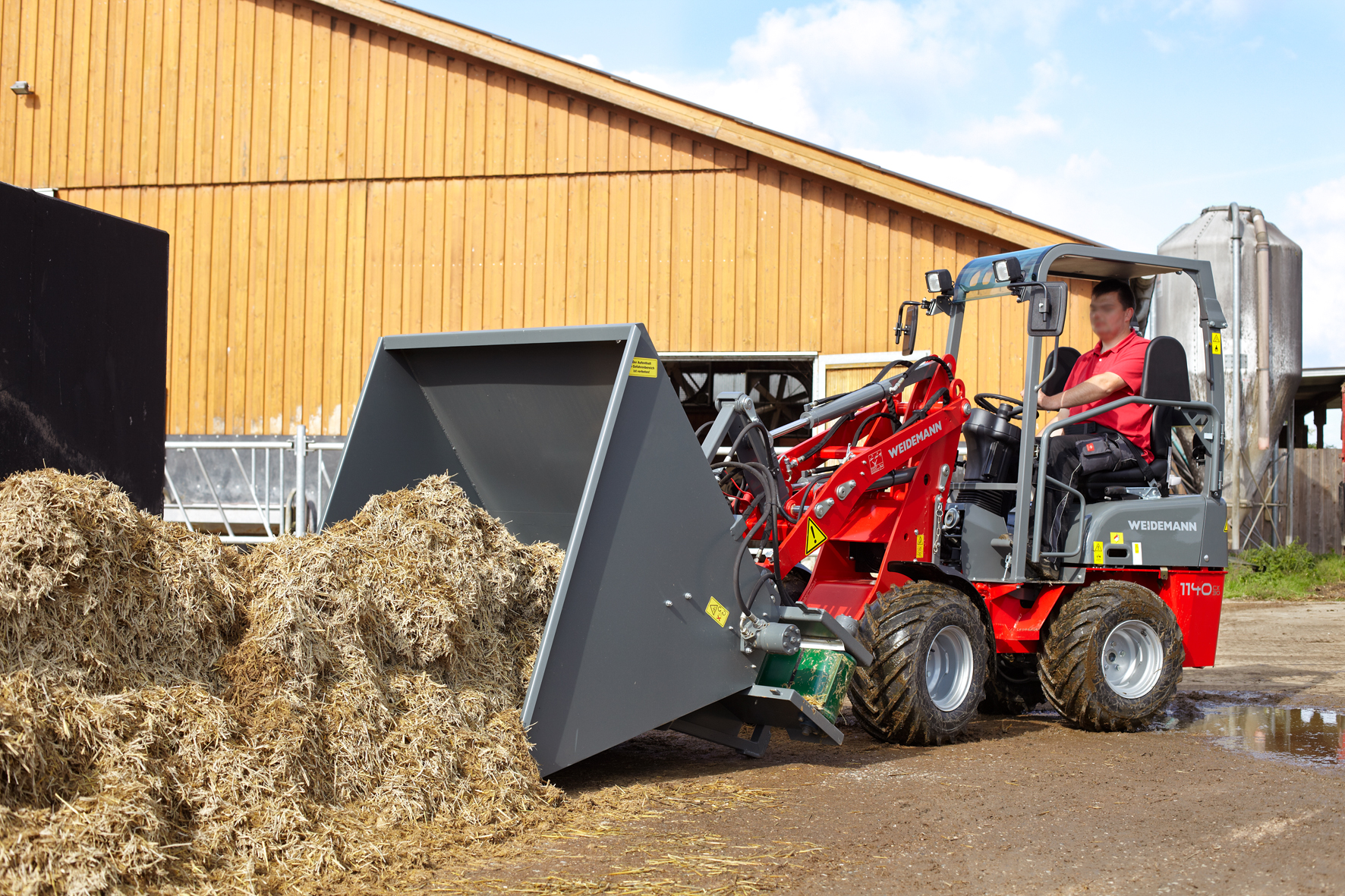
Weidemann Hoftrac 1140 CX30
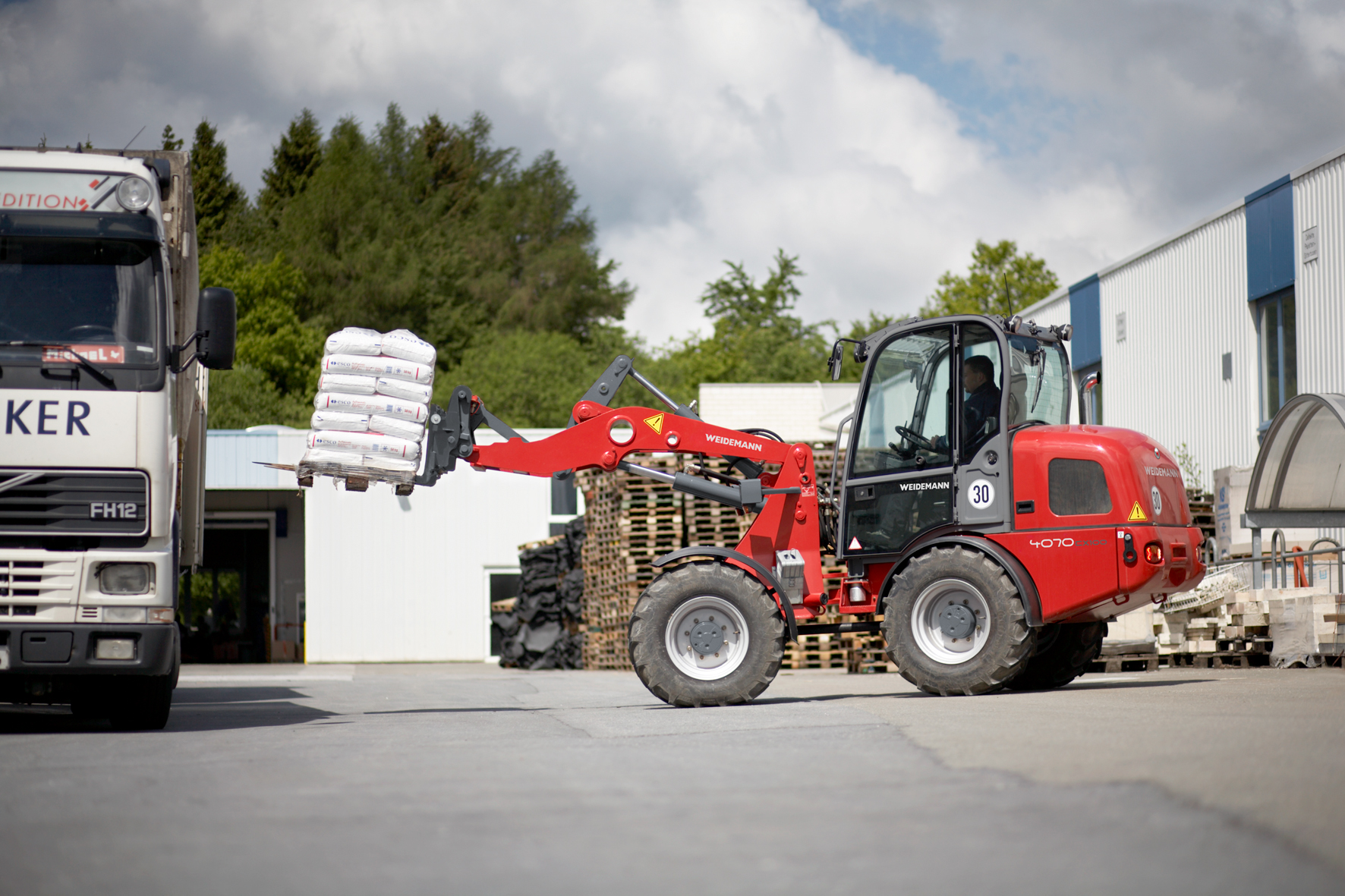
Weidemann Pale gommate 4070 CX100
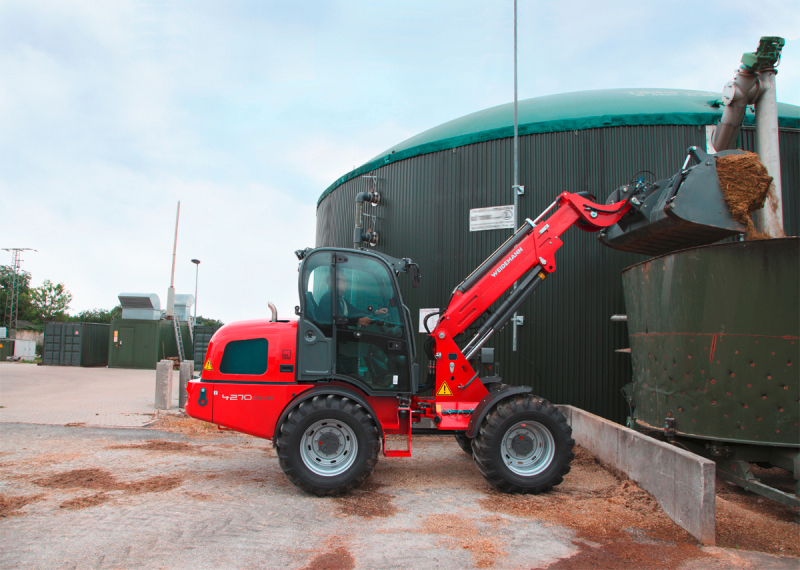
Weidemann Pale gommate telescopiche 4270 CX100 T
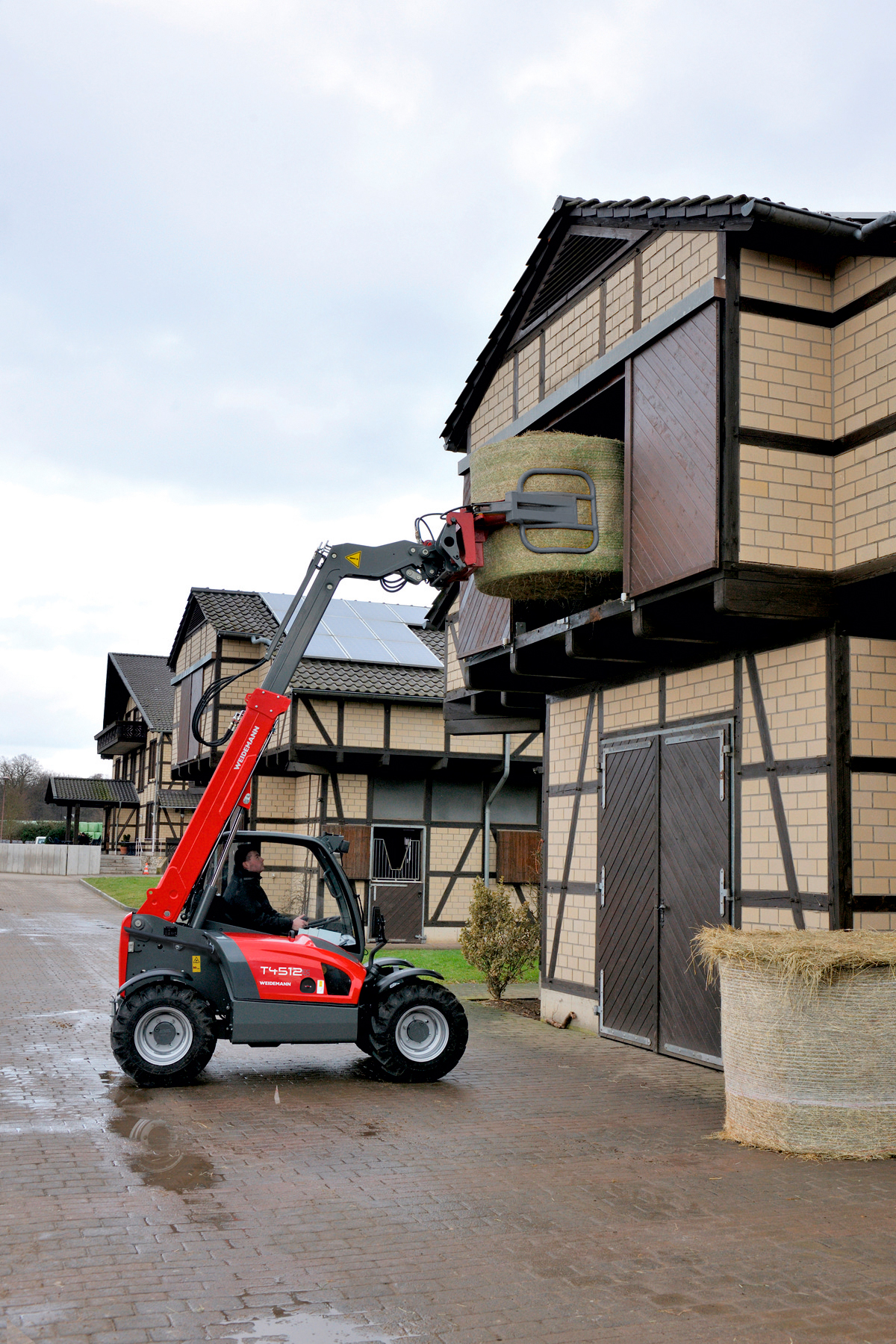
Weidemann Pale telescopiche T4512 CC40